# Hoogdorpse polder
Hoogdorpse polder (ook Hoge Dorpspolder) is een polder ten noordoosten van het centrum van Capelle aan den IJssel.
Deze met woningen bebouwde polder grenst ten noorden van de Klaas Klinkertkade aan natuurgebied Hitland (Nieuwerkerk aan den IJssel) en de Esse, Gansdorp en Blaardorppolder.

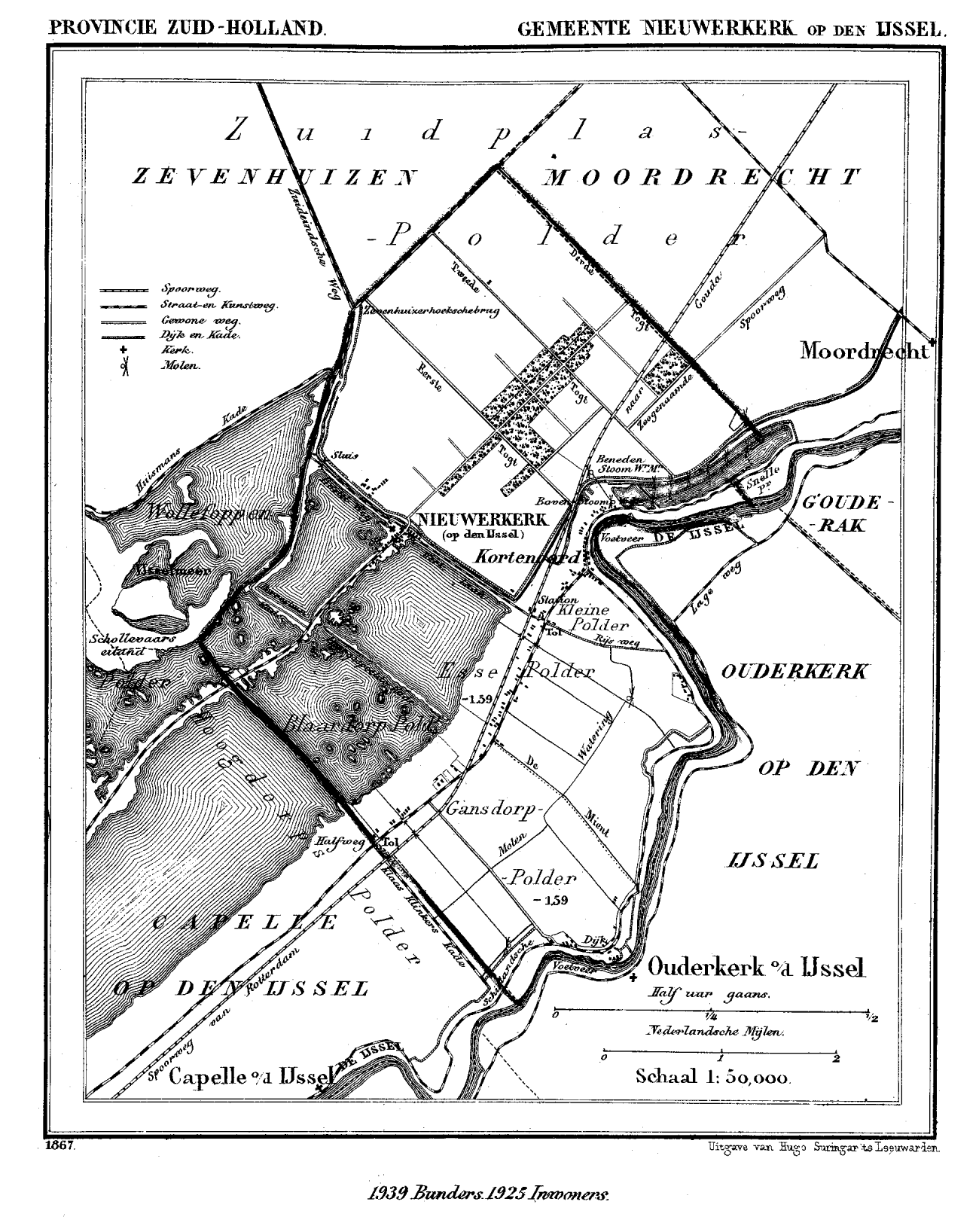
De polder op een 19e-eeuwse kaart